# AN/APG-66
AN/APG-66は、アメリカ合衆国のウェスティングハウスで開発されたレーダー。

## 概要
軍用航空機搭載レーダーであり、F-16戦闘機などに搭載されている。小型航空機による麻薬密輸の監視任務にも用いられており、アメリカ合衆国税関・国境警備局のC-550 セスナ サイテーションおよびパイパー PA-42、軽飛行機監視システム（Small Aerostat Surveillance System, SASS）にもAN/APG-66の派生型が搭載されている。
Xバンドを用いたパルス・ドップラー・レーダーであり、1970年代に開発され、1978年から配備に付いた。マルチモード・レーダーであり、洋上捜索モード・移動目標捜索モードなどを持つ。整備性を高めるために列線交換ユニットが導入されており、以下のような部品で構成されている。
- アンテナ
- 送信機
- 低出力無線
- デジタルシグナルプロセッサ
- レーダーコンピュータ

## 派生型
AN/APG-66
原型。F-16A/B戦闘機に搭載。
AN/APG-66J
航空自衛隊のF-4EJ改向けの改良型。AIM-7 スパロー空対空ミサイルおよび80式空対艦誘導弾の運用に対応した。
AN/APG-66(V)1
空軍州兵のF-16 ADF用に開発されたモデル。連続波（CW）照射能力を付与されて、AIM-7 スパロー空対空ミサイルの運用に対応した。
AN/APG-66(T47)
セスナ OT-47B搭載、麻薬密輸監視任務用。
AN/APG-66(V)2
性能向上型。レーダー信号処理能力の向上、レーダー出力の高出力化、信頼性向上。捜索範囲はクラッター/ジャミング影響下において83kmに拡大。
AN/ARG-1
アルゼンチン空軍のA-4AR ファイティングホークに搭載。
AN/APG-66(V)2A
処理速度が7倍、メモリーの容量が20倍になった新型の信号処理装置が採用された。連続波パルス照射に対応し、AIM-120 AMRAAMの運用を可能としたほか、グラウンド・マッピングモードの表示解像度が4倍になり、捜索中追尾（TWS）モードも追加されるなど、おおむね、AN/APG-68の初期型に匹敵するレベルまで向上している。
ベルギー空軍、デンマーク空軍、オランダ空軍、ノルウェー空軍のF-16A/Bが1990年代に近代化改修（MLU）されるにあたり採用された。
AN/APG-66(V)3
APG-66(V)2に連続波（CW）照射能力を加えたもの。
台湾空軍のF-16A/B戦闘機向けに搭載され、1994年から輸出された。そのほか、アメリカ海軍のP-3哨戒機改装型に搭載され、沿岸警備隊の麻薬密輸阻止任務にあてられている。
AN/APG-66H
BAe ホーク 200に搭載。小型アンテナに変更したため、機能が制限されている。
AN/APG-66NT
アメリカ海軍のT-39Nに搭載、飛行士官訓練用。
AN/APG-66NZ
ニュージーランド空軍のA-4に搭載、カフ計画による。
AN/APG-66SR
洋上哨戒機向け。開発中止。
AN/APG-66SS
AN/APG-66T
F-5戦闘機搭載用に開発されたもの。
AN/APQ-164
B-1戦略爆撃機のために設計されたフェーズドアレイレーダーで、列線交換ユニットを共有している。

## 諸元表
|          | APG-66(v)1                                              | APG-66(v)2                                  |
| -------- | ------------------------------------------------------- | ------------------------------------------- |
| 重量     | 134.3kg                                                 | 115.9kg                                     |
| 体積     | 0.102m³                                                 | 0.097m³                                     |
| 周波数   | 6.2-10.9GHz （C/Xバンド）                               | 9.7-9.9GHz （Xバンド）                      |
| 探知距離 | 最大：150km ルックアップ：45-75km ルックダウン：37-55km | ルックアップ：53-90km ルックダウン：45-67km |
| MTBF     | 140時間                                                 | 210時間以上                                 |